# کلاودیا مارتین
کلاودیا مارتین (اسپانیایی: Claudia Martín‎؛ ‏ ۲۸ اوت ۱۹۸۹) بازیگر اهل مکزیک است. وی از سال ۲۰۰۹ میلادی تاکنون مشغول فعالیت بوده‌است. وی دانش‌آموختهٔ دانشگاه کارلوس سوم مادرید است. وی مدتی در انگلستان زندگی کرد و به تحصیل در رشتهٔ زبان انگلیسی پرداخت و سپس به مکزیک بازگشت.
از فیلم‌ها یا مجموعه‌های تلویزیونی که وی در آن‌ها نقش داشته‌است، می‌توان به زنان قاتل اشاره نمود.